# Sky High Aviation Services
Sky High Aviation Services S.A., opererend als SKYhigh Dominicana is een luchtvaartmaatschappij uit de Dominicaanse Republiek en voert zowel lijn- als  chartervluchten uit binnen het Caribisch gebied en naar Noord- en Zuid-Amerika. Las Américas International Airport dient als hub voor de maatschappij.

## Geschiedenis
Sky High Aviation Services werd in maart 2011 opgericht en de eerste vlucht volgde op 5 oktober van datzelfde jaar na het ontvangen van de AOC. De maatschappij werd daarmee de eerste maatschappij in de Dominicaanse Republiek die lijnvluchten aanbiedt in het Caribisch gebied. In 2022 ontving de maatschappij haar eerste Embraer 190 en werd daarmee de eerste gebruiker in de Caraïben. Eind 2023 bestelde SKYhigh Dominicana twee Embraer 175s. Deze zijn inmiddels geleverd.

## Vloot
Huidige vloot

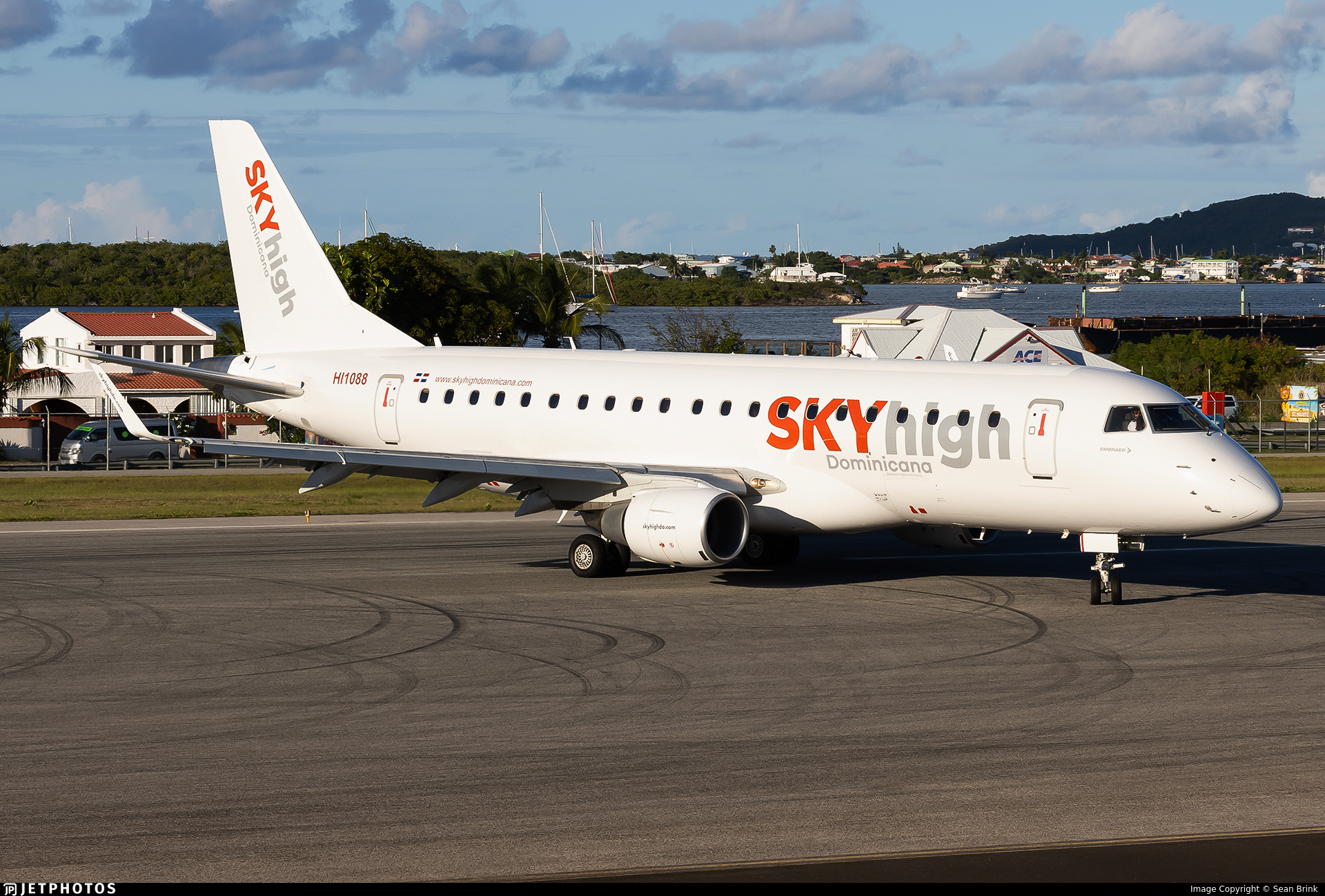
Een Embraer 175 van SKYhigh Dominicana

De vloot van Sky High Aviation Services bestaat uit de volgende toestellen (juli 2024):
| Type            | In dienst | Orders | Opmerkingen |
| --------------- | --------- | ------ | ----------- |
| Embraer 175     | 2         | —      |             |
| Embraer 190     | 5         | 1      |             |
| Vrachtvloot     |           |        |             |
| Boeing 737-300F | 1         | —      | HI1089      |
| Totaal          | 8         | 1      |             |

Voormalige vloot
De vloot van Sky High Aviation Services bestond ook uit de volgende toestellen:
| Type                           | Aantal | In dienst | Uitgefaseerd | Opmerkingen |
| ------------------------------ | ------ | --------- | ------------ | ----------- |
| Beechcraft 1900                | 2      | 2016      | 2023         |             |
| Beechcraft Model 99            | 2      | 2014      | 2016         |             |
| British Aerospace Jetstream 41 | 2      | 2018      | 2019         |             |
| Britten-Norman BN2 Islander    | 2      | 2011      | 2016         |             |
| Embraer ERJ-145                | 3      | 2018      | 2023         |             |
| Piper PA-32 Cherokee Six       | 1      | 2013      | 2015         | HI482       |
| Beechcraft Baron 55            | 1      | 2011      | 2012         |             |

## Bestemmingen
Sky High Aviation Services vliegt naar de volgende bestemmingen (juli 2024):
| Land                        | Stad                       | Luchthaven                                          | Opmerkingen      |
| --------------------------- | -------------------------- | --------------------------------------------------- | ---------------- |
| Amerikaanse Maagdeneilanden | Charlotte Amalie           | Luchthaven Cyril E. King                            |                  |
| Amerikaanse Maagdeneilanden | Christiansted              | Luchthaven Henry E. Rohlsen                         |                  |
| Anguilla                    | The Valley                 | Clayton J. Lloyd International Airport              |                  |
| Antigua en Barbuda          | Saint John's               | V. C. Bird International Airport                    |                  |
| Aruba                       | Oranjestad                 | Internationale luchthaven Koningin Beatrix          |                  |
| Bonaire                     | Kralendijk                 | Bonaire International Airport                       |                  |
| Cuba                        | Havana                     | José Martí International Airport                    |                  |
| Cuba                        | Santiago de Cuba           | Antonio Maceo Airport                               |                  |
| Curaçao                     | Willemstad                 | Curaçao International Airport                       |                  |
| Dominicaanse Republiek      | Punta Cana                 | Punta Cana International Airport                    |                  |
| Dominicaanse Republiek      | Santiago de los Caballeros | Cibao International Airport                         | seizoensgebonden |
| Dominicaanse Republiek      | Santo Domingo              | Las Américas International Airport                  | hub              |
| El Salvador                 | San Salvador               | Luchthaven El Salvador                              |                  |
| Frans-Guyana                | Cayenne                    | Luchthaven van Cayenne-Félix Eboué                  |                  |
| Guadeloupe                  | Pointe-à-Pitre             | Luchthaven Pointe-à-Pitre Le Raizet                 |                  |
| Guyana                      | Georgetown                 | Cheddi Jagan International Airport                  |                  |
| Jamaica                     | Kingston                   | Norman Manley International Airport                 | charter          |
| Martinique                  | Fort-de-France             | Internationale luchthaven Martinique-Aimé-Césaire   |                  |
| Saint Kitts en Nevis        | Basseterre                 | Robert L. Bradshaw International Airport            |                  |
| Saint Lucia                 | Castries                   | George F.L. Charles Airport                         | charter          |
| Sint Eustatius              | Oranjestad                 | F.D. Roosevelt Airport                              | charter          |
| Sint Maarten                | Philipsburg                | Princess Juliana International Airport              |                  |
| Venezuela                   | Caracas                    | Aeropuerto Internacional de Maiquetía Simón Bolívar |                  |
| Venezuela                   | Maracaibo                  | Aeropuerto Internacional de La Chinita              |                  |
| Venezuela                   | Valencia                   | Aeropuerto Internacional Arturo Michelena           |                  |
| Verenigde Staten            | Miami                      | Internationale Luchthaven Miami                     |                  |
| Verenigde Staten            | Warwick                    | Rhode Island T. F. Green International Airport      | seizoensgebonden |

## Incidenten en ongevallen
- Op 20 april 2015 crashte een Piper PA-32 Cherokee Six met registratie HI957 na het opstijgen van Punta Cana International Airport, alle zeven inzittenden kwamen om het leven.[9]